# Dimos Aigaleo
Dimos Aigaleo (Aigaleo) är en kommun i Grekland.   Den ligger i prefekturen Nomarchía Athínas och regionen Attika, i den sydöstra delen av landet. Huvudstaden Aten ligger i Dimos Aigaleo. Antalet invånare är 69 946. Dimos Aigaleo gränsar till Peristéri.